# Hermann Bode (Unternehmer)
Hermann Bode (* 12. März 1876 in Hannover; † 22. Oktober 1948 ebenda) war ein deutscher Fabrikant und Verbandsfunktionär.

## Leben
Geboren in der Gründerzeit des Deutschen Kaiserreichs als Sohn des Ingenieurs und Firmenmitbegründers der späteren Bode-Panzer Geldschrankfabriken AG, Louis Bode (* 31. August 1839 in Hannover; † 19. April 1900 ebenda), studierte Hermann Bode zunächst an der hannoverschen Technischen Universität, bevor er nach dem Tode seines Vaters im Jahr 1900 gemeinsam mit seinem Bruder Gustav die väterliche Fabrik mit ihren seinerzeit rund 400 Mitarbeitern übernahm.
Hermann Bode war sowohl für soziale Fragen als auch für Verbandsangelegenheiten aufgeschlossen und wurde zum Leiter der Nordwestdeutschen Eisen- und Stahl-Berufsgenossenschaft gewählt. Zudem gründete und leitete Hermann Bode bis 1933 – dem Jahr der Machtergreifung durch die Nationalsozialisten – die Arbeitgeberorganisation der Metallindustrie, deren Leitung er nach dem Ende des Zweiten Weltkrieges abermals übernahm. Von 1946 bis 1948 war er zudem Vorsitzender Industrie-Vereins Hannover, des heutigen Industrie-Clubs Hannover.
Hermann Bode erwarb sich besondere Verdienste um den Bau der Unfallklinik mit Sitz in der hannoverschen Marienstraße.